# Comté de Lapeer
Le comté de Lapeer (Lapeer County en anglais) est dans le sud-est de la péninsule inférieure de l'État du Michigan. Son siège est à Lapeer. Selon le recensement de 2000, sa population est de 87 904 habitants.

## Géographie
Le comté a une superficie de 1 717 km², dont 1 694 km² est de terre.

### Comtés adjacents
- Comté de Sanilac (nord-est)
- Comté de Tuscola (nord-ouest)
- Comté de Saint Clair (est)
- Comté de Genesee (ouest)
- Comté de Macomb (sud-est)
- Comté d'Oakland (sud-ouest)